# Apleurotropis ankaratrae
Apleurotropis ankaratrae is een vliesvleugelig insect uit de familie Eulophidae. De wetenschappelijke naam is voor het eerst geldig gepubliceerd in 1952 door Risbec.